# Escritura pública
A escritura pública é a forma escrita de um ato jurídico, ou seja, o veículo de conservação e publicidade das manifestações de vontade que originam negócios jurídicos ou atos jurídicos sentido estrito. É  lavrada por um tabelião, o qual é um agente público, consistente em um profissional do direito a quem é conferida a fé pública estatal.
A escritura pública é considerada no Brasil título executivo extrajudicial, podendo serem suas cláusulas levadas à execução forçada independentemente de sentença judicial em processo de conhecimento.
A escritura pública pode representar qualquer negócio jurídico lícito, bem como um conjunto de negócios destinados a um objetivo. 
O papel do notário, entre outros, é ouvir dos interessados os seus objetivos e construir, na escritura, a forma jurídica legalmente adequada para representar suas vontades. Uma vez realizada essa atividade, a escritura é lida e assinada, tornando-se seus termos obrigatórios para os participantes.

## Bens imóveis
O bem imóvel poderá ser registrado no cartório de imóveis, a fim de transmitir a propriedade desse bem.
O art. 108 do Código Civil dispõe sobre a escritura pública sendo essencial na negociação de bens imóveis com valor superior a trinta vezes o salário mínimo.
Art. 108. Não dispondo a lei em contrário, a escritura pública é essencial à validade dos negócios jurídicos que visem à constituição, transferência, modificação ou renúncia de direitos reais sobre imóveis de valor superior a trinta vezes o maior salário mínimo vigente no País.
Existem casos em que não é necessária a escritura pública para a validade do negócio jurídico. São eles: 
- Imóveis loteados (Lei nº 6.766/79,[4] art. 26 (urbano); e art. 7º, Dec.Lei 2.375/87[5] (rural));

- Imóvel de qualquer valor com financiamento mediante a contratação da alienação fiduciária em garantia, ou mútuo com alienação fiduciária em garantia imobiliária, nos termos do SFI (Lei nº 9.514/97,[6] arts. 38 e Parágrafo único do art. 22, com redação dada pela Lei nº 11.076/2004);

- Imóvel de qualquer valor com financiamento do SFH (art. 1º da Lei nº 5.049/66, que alterou o art. 61 da Lei nº 4.380/64), e;

- Qualquer negócio jurídico envolvendo imóvel de valor igual ou inferior a trinta vezes o salário mínimo vigente no País, por força da exceção trazida no artigo 108 do Código Civil.

### Documentos para lavratura
Documentos necessários do comprador e do vendedor para confecção da certidão:

#### Pessoa Física
- Se solteiro: RG e CPF;

- Se casado: RG, CPF e Certidão de Casamento;

- Se divorciado: RG, CPF e Certidão de Casamento com a devida averbação;

- Se viúvo: RG, CPF, Certidão de Casamento, e Certidão de Óbito;

- Se for representado por procuração: RG e CPF do procurador, juntamente com Procuração atual.

#### Pessoa Jurídica
- Se SOCIEDADE CONTRATUAL (Ex.: LTDA): Contrato Social e Alterações, Certidão Simplificada Atualizada, Cartão do CNPJ, RG, CPF dos representantes;

- Se SOCIEDADE ESTATUTÁRIA (Ex.: S.A.): Estatuto Social, Alterações, Ata de eleição de seus representantes, Certidão Simplificada Atualizada, Cartão do CNPJ, RG e CPF de seus representantes;

- Certidão Negativa de Débitos do INSS (apenas vendedor);

- Certidão de Quitação de Tributos e Contribuições Federais da Secretaria da Receita Federal (apenas vendedor).

Além dos documentos mencionados acima, os adquirentes para terem uma maior segurança na aquisição do imóvel, podem solicitar a apresentação das certidões de feitos ajuizados seguintes:
- Certidão da Justiça Federal;

- Certidão da Justiça do Trabalho;

- Certidão dos Distribuidores Cíveis, referente a Executivos Fiscais;

- Certidão dos Distribuidores Cíveis, referente a Ações Cíveis e de Família;

- Certidão dos Distribuidores Cíveis, referente a Falência ou Concordata;

- Certidões dos Tabeliães de Protestos de Letras e Títulos;

#### Do Imóvel

##### Urbano
- IPTU (Imposto sobre Propriedade Predial e Territorial Urbano) ou Certidão de Valor Venal – exercício de 2004;

- Certidão de Propriedade Atualizada (Matrícula ou Transcrição) do Registro Imobiliário;

- Certidão Negativa de Débitos de Tributos Municipais da Prefeitura Local;

- No caso de imóvel em condomínio, apresentar também, Declaração de que nada deve ao condomínio, assinada pelo síndico e com firma reconhecida, juntamente com a Ata de eleição que o elegeu.

##### Rural
- ITR (Imposto Territorial Rural) exercício de 2003;

- CCIR (Certificado de Cadastro de Imóvel Rural) 2000/2001/2002;

- Certidão de Regularidade Fiscal do Imóvel Rural, expedida pela Receita Federal, ou, os cinco últimos ITR pagos;

- Certidão de Propriedade.